# 拉泰黑拉
拉泰黑拉（西班牙語：La Teijeira），是西班牙加利西亚自治区奥伦塞省的一个市镇。总面积28平方公里，总人口567人（2001年），人口密度20人/平方公里。